# Lisbeth Pipping
Lisbeth Ida Regina Pipping, född den 16 mars 1962, är en svensk beteendevetare, teckenspråkslärare, författare och föreläsare.

## Barndom och uppväxt
Pipping och hennes två syskon växte upp i Göteborg med en alkoholiserad far och en mor med intellektuell funktionsnedsättning. Fadern övergav familjen när hon var sex år gammal, och hon övertog då föräldrarollen för sina småsyskon - och sin mor. Pipping skötte de vardagliga hushållssysslorna och tog hand om övriga familjemedlemmar. Samtidigt fick hon skydda modern, som blev utskrattad av andra, samt så gott hon kunde försvara syskonen och sig själv mot våld från modern som kunde vara fysiskt våldsam. Modern ville inte ha hjälp från släkten och familjen var mycket utlämnad vilket lade allt ansvar på Lisbeth Pipping. Fyra personer delade på tre sängar som inte hade några sängkläder. Badkaret fungerade som garderob för kläder. Barnen hade dåliga kläder och fick sällan lagad mat. Lisbeth Pipping blev mobbad i skolan och hon flyttade hemifrån som sextonåring och bröt kontakten med sin mor. Pipping har uttryckt besvikelse över samhällets resurser som aldrig var till riktigt hjälp för henne eller hennes syskon. Hon beskriver sig som ett typiskt maskrosbarn som själv fick förse sig med mat och omsorg. Ingen bekräftade eller pratade med henne om att hon hade en utvecklingsstörd mor.

## Livet som vuxen
Pipping gick redan som sextonåring med i ett kristet samfund. När hon var 19 år påbörjade hon en stödjande terapi. Som vuxen visste inte Pipping hur hon skulle få vän- eller kärleksrelationer. I trettioårsåldern arbetade hon som teckenspråkslärare och träffade då sin blivande make, som var Lisbeth Pippings elev på grund av att han hade ett dövt barn. Hon levde tillsammans med familjen i Alingsås kommun. Efter att hennes första barn föddes, återtog hon kontakten med sin mor. Fem år senare dog modern och Pipping började då forska i sin egen historia utifrån moderns journaler och handlingar från exempelvis socialtjänsten. Hon sökte också upp personer som hon träffat som barn av olika anledningar. Det resulterade i självbiografin Kärlek och stålull: om att växa upp med en utvecklingsstörd mamma.

## Yrkeskarriär
Pipping är utbildad teckenspråkstolk, och har gett föreläsningar, främst med tema barn till utvecklingsstörda föräldrar. Hon har skrivit debattartiklar och skönlitterära och faktabaserade böcker för både vuxna och barn om barns utsatthet ur olika perspektiv. Hon är (2019) Elevhälsans expert på mobbingfrågor.

## Priser och utmärkelser
Pipping har vunnit Allmänna barnhusets stora pris 2009 och blev 2010 utsedd till Årets Medmänniska av tidningen Kattis & Co.